# Montero
Montero és una ciutat de Bolívia i també la capital de la província d'Obispo Santistevan al Departament de Santa Cruz. Situada al cor agroindustrial de Bolívia, a 50 km de la ciutat de Santa Cruz de la Sierra, és la major capital provincial del país amb 109.518 habitants segons el Cens INE 2012.
És la segona ciutat més poblada del Departament de Santa Cruz, sobrepassada per Santa Cruz de la Sierra i succeïda per Warnes.
Coneguda per la seva indústria sucrera, aquesta ciutat és el centre agrícola i canyer on funciona Ingenio Azucarero "Guabirá ", major productor de sucre i alcohol del país.
Per la llei del 4 de desembre de 1912 se li va donar el nom de Montero, en reconeixement de l'actuació delcoronel Marceliano Montero durant la Guerra de la Independència i la batalla d'Ingavi. Avui Montero té el títol de ciutat per disposició de la Llei del 3 de desembre de 1986.
Amb un intens comerç i activitat bancària, aquesta ciutat està situada a 17º20 'de latitud sud i a 63º23' de longitud oest, i a una altitud de 298 msnm. L'àrea urbana té una superfície aproximada de 19 km². La seva temperatura mitjana anual és de 24,5 °C amb classificació climàtica de tipus subhumit sec. Juliol és el seu mes més fred de l'any i desembre el mes més càlid. Montero també es caracteritza per tenir un creixement poblacional més elevat que qualsevol altra ciutat de la província de Santa Cruz.